# Llanberis
53°7′3″N 4°7′15″V / 53.11750°N 4.12083°V
Llanberis er en by i i Nord-Wales i grevskabet Gwynedd i nationalparken Snowdonia – faktisk ligger byen ved foden af bjerget Snowdon der har givet navn til nationalparken, og fra en station i byen udgår en smalsporsbane til bjergets top. Byen har ca. 2000 indbyggere.
Byen voksede oprindeligt op omkring skiferminerne i området, men minerne er lukket og turisme er byens hovederhverv i dag. Byen er et populært udgangspunkt for vandreture til toppen af Snowdon. Der er flere forskellige ruter, men den længste og nemmeste følger stort set den lille jernbane Snowdon Mountain Railway.

## Seværdigheder
Byen har flere interessante seværdigheder:
- Snowdon og Snowdon Mountain Railway
- National Slate Museum, der viser det hårde liv i og omkring skiferminerne
- Dinorwig power station, et vandkraftværk bygget i en gammel mine så det ikke ses udefra. Om natten når der er overskud af strøm pumpes vandet op igen i en højtliggende sø. Der er daglige rundvisninger.
- Padarn Country park m. Vivian Quarry, National Slate Museum og Dolbadarn Castle
- Llanberis Lake Railway, en anden smalsporsbane med udgangspunkt nær National Slate Museum

- Wikimedia Commons har flere filer relateret til Llanberis

|  | Infoboks uden skabelon Denne artikel har en infoboks dannet af en tabel eller tilsvarende. |